# Euophrys gambosa mediocris
Euophrys gambosa là một phân loài nhện trong họ Salticidae.
Loài này thuộc chi Euophrys. Euophrys gambosa mediocris được Eugène Simon miêu tả năm 1937.